# نایتو نوبوناری
نایتو نوبوناری ((به ژاپنی: 内藤 信成 Naitō Nobunari); ۱۳ ژوئن ۱۵۴۵ – ۲۰ اوت ۱۶۱۲) سامورایی در دوره سنگوکو اهل ژاپن بود.